# Шерман, Роберт Бернард
Роберт Бернард Шерман (англ. Robert Bernard Sherman) (19 декабря 1925 – 6 марта 2012) — американский автор песен, который вместе со своим братом Ричардом М. Шерманом специализировался на музыкальных фильмах. По данным официального веб-сайта Walt Disney Company, «Братья Шерман написали больше музыкальных песен для кинофильмов, чем любая другая команда авторов песен в истории кино».
Некоторые из самых известных песен братьев Шерман были включены в игровые и анимационные музыкальные фильмы, включая «Мэри Поппинс» (1964), «Самый счастливый миллионер» (1967), «Книга джунглей» (1967), «Пиф-паф ой-ой-ой» (1968), «Набалдашник и метла» (1971), «Снупи, возвращайся!» (1972) и «Паутина Шарлотты» (1973), «Туфелька и роза» (1976), «Приключения Винни» (1977).
Однако их самой известной работой остаётся песня «It’s a Small World (After All)», написанная для одноимённого аттракциона тематического парка.  По данным Time, это, возможно, самая (публично) исполняемая песня в истории.

## Биография

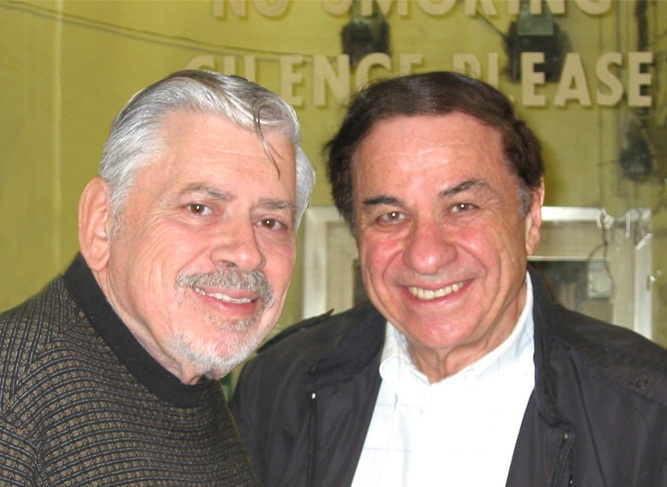
Роберт Б. Шерман (слева) со своим братом Ричардом М. Шерманом в театре London Palladium в 2002 г. во время премьеры Chitty Chitty Bang Bang: The Stage Musical.

Сыновья еврейских эмигрантов из Российской империи Розы Данцис и Аврума Шермана — братья Роберт и Ричард Шерман начали вместе писать песни в 1951 году в виде вызова своему отцу, композитору-песеннику. Работая для студии Disney, братья Шерман превзошли всех по количеству мелодий для фильмов и мюзиклов. Наиболее известна песня «Этот маленький мир» для Всемирной ярмарки 1964 года.
Братья Шерман вошли в историю, когда стали единственными американцами, когда-либо завоевавшими Первую Премию на Московском кинофестивале 1973 года за музыку к фильму «Том Сойер», и за авторство киносценария.
В 2003 году четыре мюзикла братьев Шерман попали в 10 лучших детских фильмов всех времен в британском опросе, который провела корпорация BBC, а «Чити Чити Банг Банг» начал лист под номером #1.
17 ноября 2008 года братья Шерман получили Национальную Медаль Искусств, высшую честь от Правительства США. Награду вручил Президент США Джордж Буш-младший.

## Основной вклад
- Ловушка для родителей, 1961
- Adventures in Color

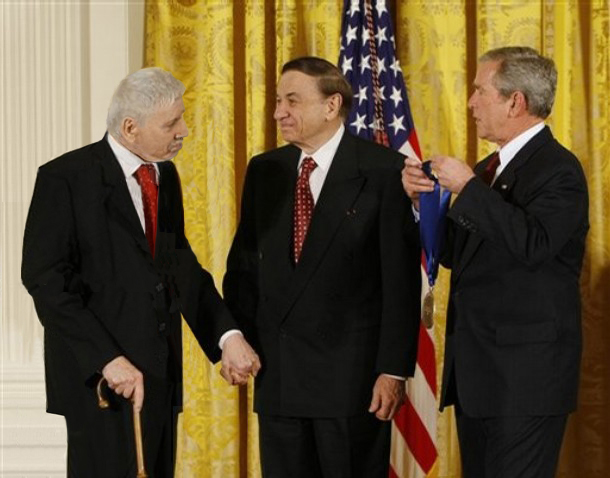
Братья Шерман получают Национальную Медаль Искусств National Medal of Arts, высшую награду для работников искусств от Правительства США. Слева направо: Роберт Б. Шерман, Ричард М. Шерман и Президент США Джордж Буш-младший в Белом Доме, 17 ноября 2008 г.

- A Symposium on Popular Songs, 1962
- In Search of the Castaways, 1962
- Summer Magic, 1963
- Меч в камне (мультфильм), 1963
- Big Red, 1963
- Мэри Поппинс, 1964
- «There's a Great Big Beautiful Tomorrow», 1964
- The Happiest Millionaire, 1967
- Книга джунглей (мультфильм), 1967
- The One and Only, Genuine, Original Family Band, 1968
- Chitty Chitty Bang Bang, 1968
- Коты-аристократы, 1970
- Набалдашник и метла, 1971
- Снупи, вернись домой, 1972 (also performed songs «Me and You» and «Getting It Together» for the soundtrack)
- Паутина Шарлотты (мультфильм), 1973
- Том Сойер, 1973
- Гекльберри Финн, 1974
- The Slipper and the Rose, 1976
- Множество приключений Винни-Пуха, 1977
- The Magic of Lassie, 1978
- Magic Journeys, 1982
- Винни-Пух и день рождения Иа, 1983
- Маленький Нимо: Приключения в стране снов, 1992
- The Mighty Kong, 1998
- Винни-Пух: Время делать подарки, 1999
- Приключения Тигрули, 2000

## Кинофильмы
- A Symposium on Popular Songs, 1962
- Mary Poppins, 1964
- The Adventures of Tom Sawyer, 1973
- The Adventures of Huckleberry Finn, 1974
- The Slipper and the Rose, 1976
- The Magic of Lassie, 1978
- Ferdinand the Bull, 1986 (*TV screenplay)
- Little Nemo: Adventures in Slumberland (one of the songwriters)
- Inkas the Ramferinkas, 2013 (announced)

## Профессиональные награды
Роберт Шерман — обладатель многих престижных наград, 8 номинаций и двух премий «Оскар» в 1965 году за лучший саундтрек и лучшую песню к фильму «Мэри Поппинс». Премия «Грэмми». Звезда Роберта Шермана занесена на Аллею славы в 1976 году.